# Chandanakere, Bhadravati
Chandanakere là một làng thuộc tehsil Bhadravati, huyện Shimoga, bang Karnataka, Ấn Độ.